# Les fourberies de Scapin
Les fourberies de Scapin é uma peça de teatro do autor francês Molière, criada em 24 de maio de 1641.
A peça foi traduzida para o português por Carlos Drummond de Andrade com o título de Artimanhas de Scapino, em 1962.